# ديفيد فوجت
ديفيد فوجت هو قاضي وشخصية أعمال وسياسي نرويجي، ولد في 2 مايو 1793 في درامن في النرويج، وتوفي في 6 يونيو 1861 في موس في النرويج.

## مناصب
- انتخب عضو برلمان النرويج  [لغات أخرى]‏ عن دائرة  خلال فترته النيابية ‏ (1848 – 1850).
- انتخب عضو برلمان النرويج  [لغات أخرى]‏ عن دائرة  خلال فترته النيابية ‏ (1845 – 1847).
- انتخب عضو برلمان النرويج  [لغات أخرى]‏ عن دائرة  خلال فترته النيابية ‏ (1842 – 1844).
- انتخب عضو برلمان النرويج  [لغات أخرى]‏ عن دائرة  خلال فترته النيابية ‏ (1839 – 1841).
- انتخب عضو برلمان النرويج  [لغات أخرى]‏ عن دائرة  خلال فترته النيابية ‏ (1836 – 1838).